# Ostrówek (wzgórze)
Ostrówek (340 m) – wzgórze w miejscowości Olsztyn w województwie śląskim, w powiecie częstochowskim, na Wyżynie Mirowsko-Olsztyńskiej będącej częścią Wyżyny Częstochowskiej. Znajduje się w niezabudowanym terenie, wśród pól w zachodniej części miasta. Na jego grzbiecie znajduje się kilka niewielkich wapiennych skał. Jest w większości bezleśne, dzięki czemu jest dobrym punktem widokowym.